# Jacob Flach

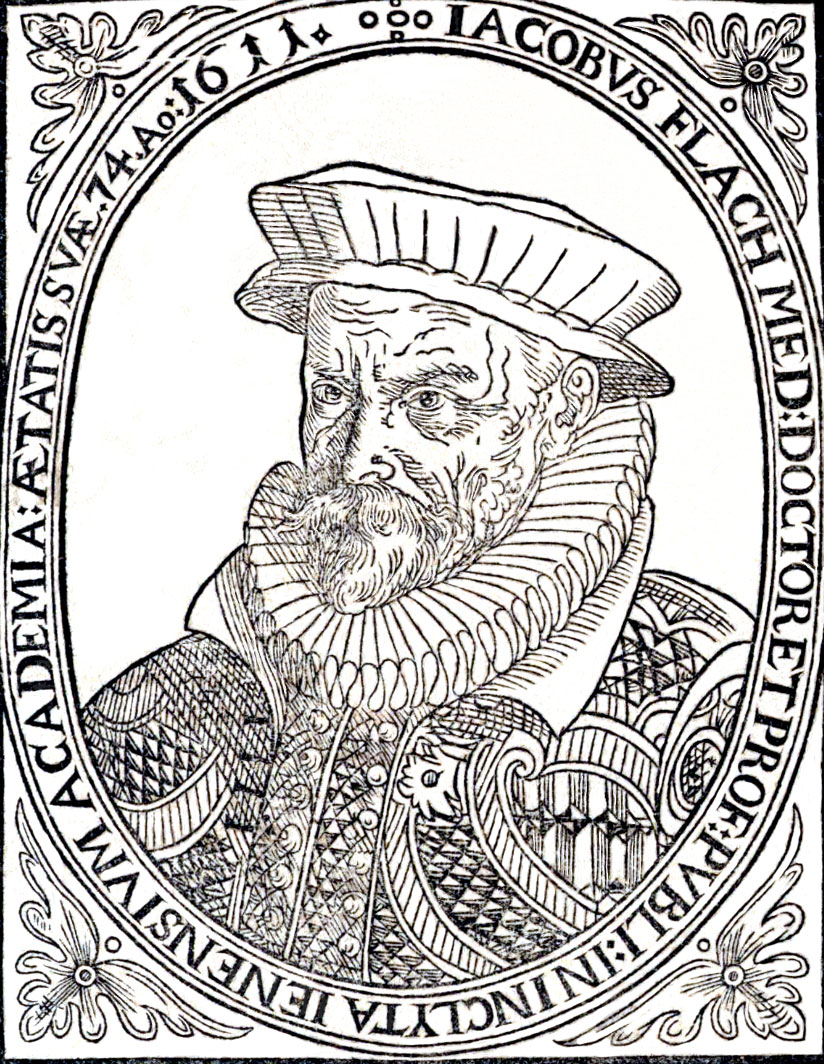
Jacob Flach

Jacob Flach auch: Flachius (* 4. November 1537 in Jena; † 19. Juli 1611 ebenda) war ein deutscher Mathematiker, Mediziner und Botaniker.

## Leben
Jacob war Sohn des Goldschmiedes, Krämers, Ratsherrn und Bürgermeister der Stadt Jena Erasmus Flach und dessen Frau Dorothea Engelhard. Nachdem er seine erste Bildung an der Jenaer Stadtschule erhalten hatte, wurde er im Wintersemester 1553 in die Matrikel der Jenaer Hochschule eingetragen und immatrikulierte sich erneut im Wintersemester 1558 ebenda. Hier absolvierte er zunächst philosophische Studien bei Johann Stigel, Victorin Strigel und Johannes Rosa. Diese Studien setzte er am 19. November 1559  an der Universität Wittenberg fort. Hier erlebte er noch Philipp Melanchthon in seinen letzten Lebensjahren und frequentierte die Vorlesungen von Erasmus Reinhold. Nachdem er in Wittenberg im März 1560 den akademischen Grad eines Magisters der Philosophie erworben hatte, kehrte er nach Jena zurück.
Hier wurde er 1561 Adjunkt an der philosophischen Fakultät und begann nebenher medizinische Studien unter Johannes von Schröter, Gervasius Marstaller (* um 1520 in Freiburg im Breisgau; † 3. Juni 1578 in Celle) und Michael Neander zu treiben. So erwarb er am 20. Dezember 1568 das Bakkalaurat, am 17. Januar 1569 das Lizentiat und am 31. Januar 1570, als erster in Jena, den medizinischen Doktorgrad unter Neander. Am 14. Mai 1571 wurde er außerordentlicher Professor der Medizin, 1572 erhielt er an der philosophischen Fakultät die Professur der Mathematik und stieg schließlich 1582 in die ordentliche medizinische Professur der Botanik auf. Als Hochschullehrer der Salana beteiligte er sich auch an den organisatorischen Aufgaben der Hochschule. So war er einige Male Dekan der medizinischen sowie der philosophischen Fakultät und im Sommersemester 1580 sowie in den Wintersemestern 1590, 1596, 1602 und 1610 Rektor der Alma Mater.
Von Flachs eigenen literarischen Werken ist nichts überliefert. Einige Schriften tragen seinen Namen, welche im Kontext seiner Hochschullehrertätigkeit entstanden sind. Dabei handelt es sich um Promotionsdisputationen, wo er als Präsens wirkte, und Einladungs-, beziehungsweise Glückwunschschriften zum Rektorratsantritt. Bekannt wurde Flach als Kenner der einheimischen Botanik. Regelmäßig führte er Exkursionen mit seinen Studenten ins Jenaer Umland durch. Zudem fällt seine Tätigkeitsphase in die Zeit der Gründung des Jenaer Hortus Botanicus, zu welchem er einige Beiträge erbracht hat. Er wurde ein Opfer seines Berufes und starb an der Pest. Sein Leichnam wurde am 21. Juli 1611 in Jena begraben.
Flach war zwei Mal verheiratet.
Seine erste Ehe schloss er 1562 Walpurga Burckhard, die Tochter des Schössers in Bürgel Johann Burkhard. Aus der Ehe stammen Kinder, wovon vier Kinder Jung verstarben. Von den Kindern kennt man die Söhne Erasmus I Flach († jung), Johannes I Flach († jung), Erasmus II Flach († jung), Jacob I Flach († jung) und Caspar Flach. Von den Töchtern kennt man Margarethe Flach († 1592), welche sich 1590 mit Georg Eschenbach (* 1565 in Mainbernheim; † 21. November 1636 Buttstädt) verheiratete und die Tochter Dorothea Flach, welche mit Georg Körner (auch: Cörner aus Schleiz; † 1626) eine Ehe einging.
Seine zweite Ehe ging er 1579 mit Catharina Monner (* 10. Dezember 1547 in Weimar; † 4. Oktober 1631 in Jena), die Tochter des Jenaer Professors Basilius Monner, ein. Aus der Ehe gingen ebenfalls Kinder hervor. Von diesen kennt man die Söhne Jacob II Flach (Wintersemester 1596/97 Uni. Jena) und Johann II Flach. Sowie die Töchter Maria Flach, welche sich im Juli 1604 mit Heinrich Hölscher verheiratete und Barbara Flach (* 10. März 1582 in Jena; † 13. März 1637 ebd.), welche am 13. Juli 1607 in Jena den Jenaer Bürgermeister Philipp Beyer (* 26. Juli 1583 in Jena; † 30. November 1646 ebenda) ehelichte.